# Ludovic al XVIII-lea al Franței
Ludovic al XVIII-lea (n. 17 noiembrie 1755, Versailles, communauté d'agglomération Versailles Grand Parc⁠(d), Franța – d. 16 septembrie 1824, Saint-Germain-l'Auxerrois⁠(d), Île-de-France, Franța) a fost regele Franței și al Navarrei în 1814 și apoi în perioada 1815 - 1824.

## Primii ani

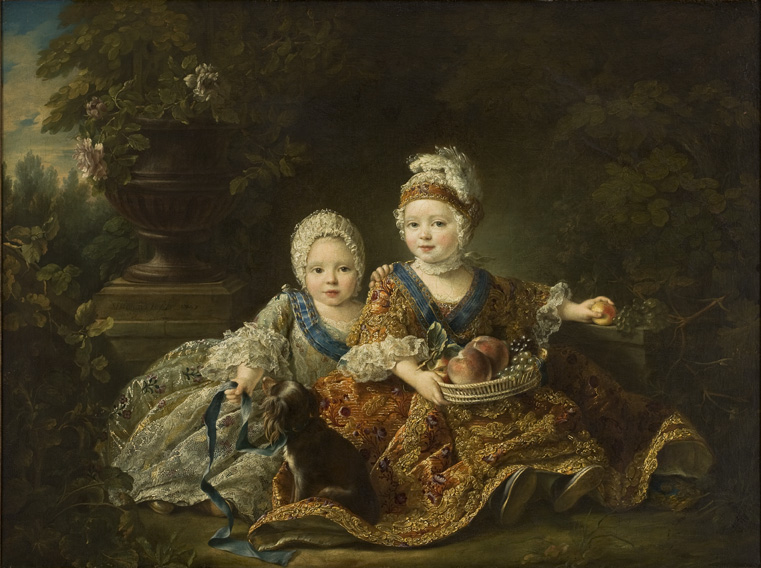
Contele de Provence şi fratele său, Ludovic Auguste, de François-Hubert Drouais, 1757.

Louis Stanislas Xavier, Conte de Provence, s-a născut la 17 noiembrie 1755 la Palatul Versailles, ca fiu al lui Ludovic, Delfin al Franței și al soției sale, Marie-Josèphe de Saxonia. Ludovic a fost nepot al regelui Ludovic XV.
La naștere, era al treilea în linia de succesiune la tronul Franței, după tatăl său, Delfinul, și după fratele său mai mare, Ludovic Auguste. În martie 1765 tatăl său moare iar după ce la 10 mai 1774 bunicul său, regele Ludovic al XV-lea, moare, urmează la tronul Franței fratele său Ludovic al XVI-lea. Contele de Provence devine succesorul prezumtiv al tronului este desemnat cu titlul de Monsieur, titlu sub care era cunoscut fratele mai mic al regelui.
La 17 mai 1771 Ludovic s-a căsătorit cu Marie Josephine Louise de Savoia, prințesă a Sardiniei și a Piedmontului însă cuplul n-a avut copii.

## Exilul
În ianuarie 1792, Adunarea Legislativă a declarat toți prinții emigranți, trădători ai Franței. Proprietățile și titlurile lor au fost confiscate. Monarhia franceză a fost abolită de Convenția Națională la 21 septembrie 1792.
Ludovic al XVI-lea a fost executat în ianuarie 1793 iar prinții din exil l-au proclamat pe fiul său, Louis Charles, rege sub numele de Ludovic al XVII-lea al Franței. Contele de Provence aflat în Țările de Jos s-a autoproclamat regent pentru nepotul său care era prea tânăr pentru domnie. De vreme ce monarhia fusese abolită de câteva luni, Ludovic al XVII-lea de fapt n-a domnit niciodată.
Tânărul Ludovic XVII moare în iunie 1795 iar la 16 iunie prinții din exil îl proclamă pe Contele de Provence rege sub numele de Ludovic al XVIII-lea. Regele acceptă declarația lor câteva zile mai târziu, de la Verona, noul său exil.
Ludovic XVIII negociază eliberarea din închisoare a nepoatei sale, Marie-Thérèse-Charlotte a Franței în 1795. În primăvara anului următor Ludovic al XVIII-lea este forțat să părăsească Verona deoarece Napoleon Bonaparte invadase Veneția și ocupase orașul.

### 1796 - 1807

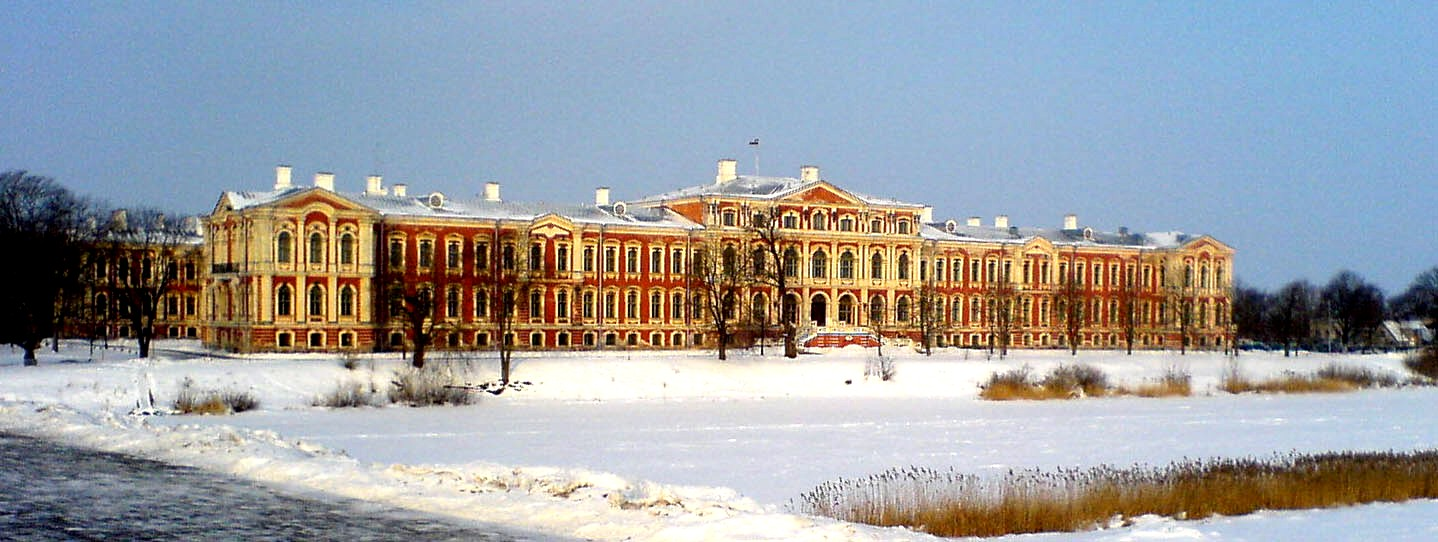
Palatul Jelgava, casa lui Ludovic al XVIII-lea în perioada 1798 - 1801, 1804 - 1807.

După plecarea din Verona, Ludovic se mută la Blankenburg în Prusia. Trăiește modest într-un apartament cu două dormitoare. După moartea regelui Frederick William al II-lea al Prusiei i se cere să părăsească orașul Blankenburg.
În 1798 țarul Paul I al Rusiei îi oferă lui Ludovic să locuiască la Palatul Jelgava din Curlanda (acum Letonia). De asemenea, Paul I îi garantează securitatea și îi acordă o pensie generoasă. În iarna 1798 - 1799 Ludovic scrie o biografie a Mariei Antoaneta.
Nepoata sa, Marie-Thérèse se căsătorește cu verișorul ei, Louis Antoine, la 9 iunie 1799 la Palatul Jelgava. Ludovic al XVIII-lea a încercat din răsputeri să afișeze în fața lumii o familie unită. Soția sa, regina Marie Joséphine locuia departe de soțul ei, la Kiel. Ludovic știa că nepotul lui, Louis Antoine, nu era compatibil cu Marie-Thérèse. Totuși, a insistat ca nunta să aibă loc. Mariajul lor a fost nefericit și nu a produs copii. Ludovic a încercat să recreeze la Jelgava atmosfera curții de la Versailles.

## Domnia
După căderea lui Napoleon în 1814, a fost restaurat în Franța  regimul monarhic, deși Vechiul Regim, care a existat înaintea Revoluției, nu a mai putut fi restaurat. Constituția octroaiată  de Ludovic al XVIII-lea a aplicat un sistem limitat de monarhie parlamentară.
Ludovic al XVIII-lea a dus o politică internă conform intereselor aristocrației funciare emigrate în timpul Revoluției peste hotare și care a revenit în urma Restaurației. Deși a încercat să aducă reconcilierea între francezi, s-a confruntat deseori cu opoziția fanatică a ultraregaliștilor, nostalgici ai Vechiului Regim, care au triumfat în 1824, o dată cu venirea pe tronul Franței a regelui Carol al X-lea.
Ludovic al XVIII-lea a fost supranumit Regele emigranților. În 1823 a intervenit în Spania și a înăbușit revoluția care izbucnise.

## Decesul
Ludovic al XVIII-lea suferea de gută, boală care s-a agravat în ultimii ani. La sfârșitul vieții sale, regele era obligat de cele mai multe ori să folosească scaunul cu rotile. A murit la data de 16 septembrie 1824 la Palatul Tuileries din Paris, după o agonie dureroasă de câteva zile, ca urmare a unei cangrene la ambele picioare.
Fratele lui Ludovic, contele d'Artois, a devenit rege al Franței sub numele de Carol al X-lea.